# Ziegelwiese

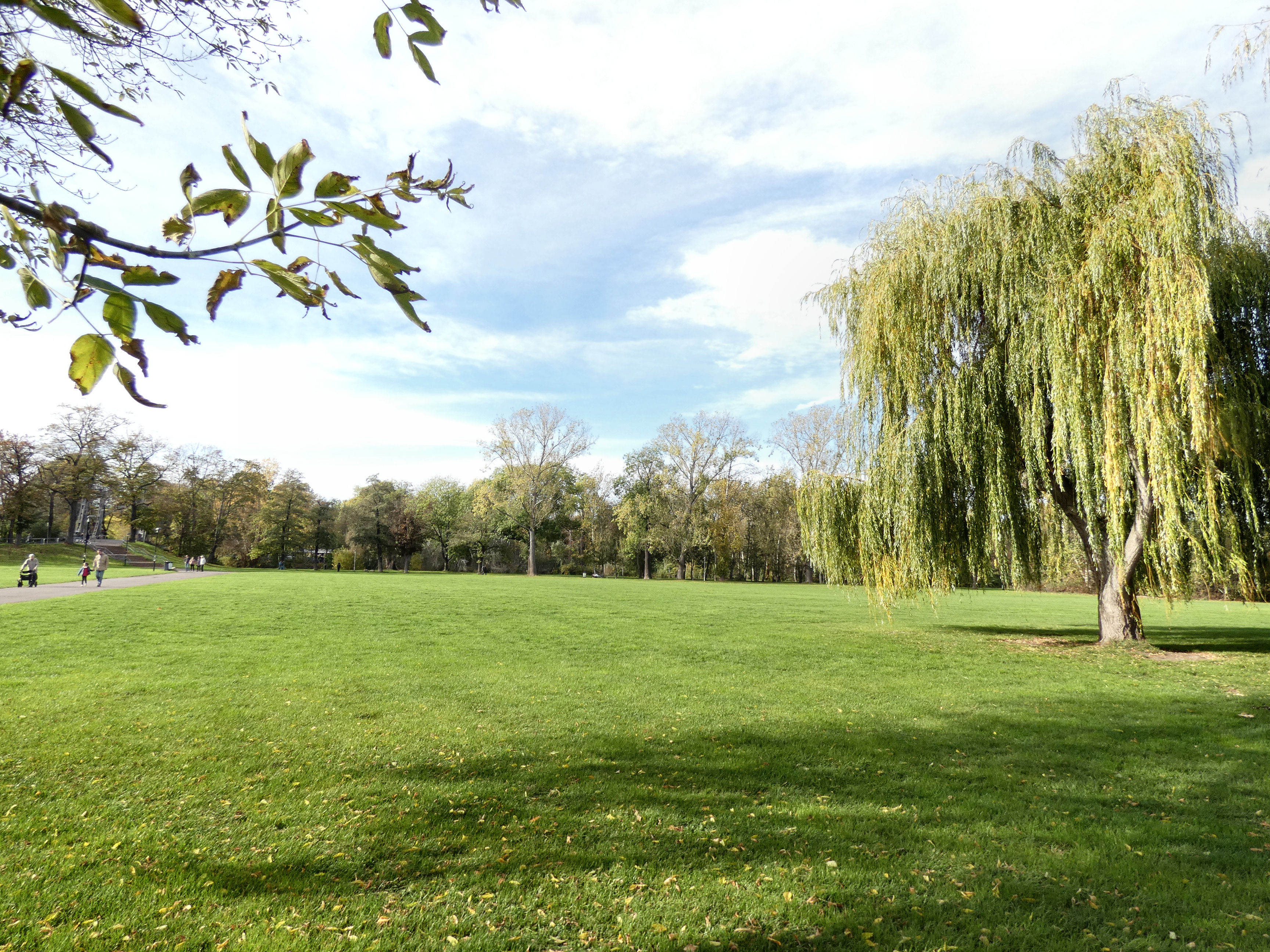
Ziegelwiese in Halle (Saale)

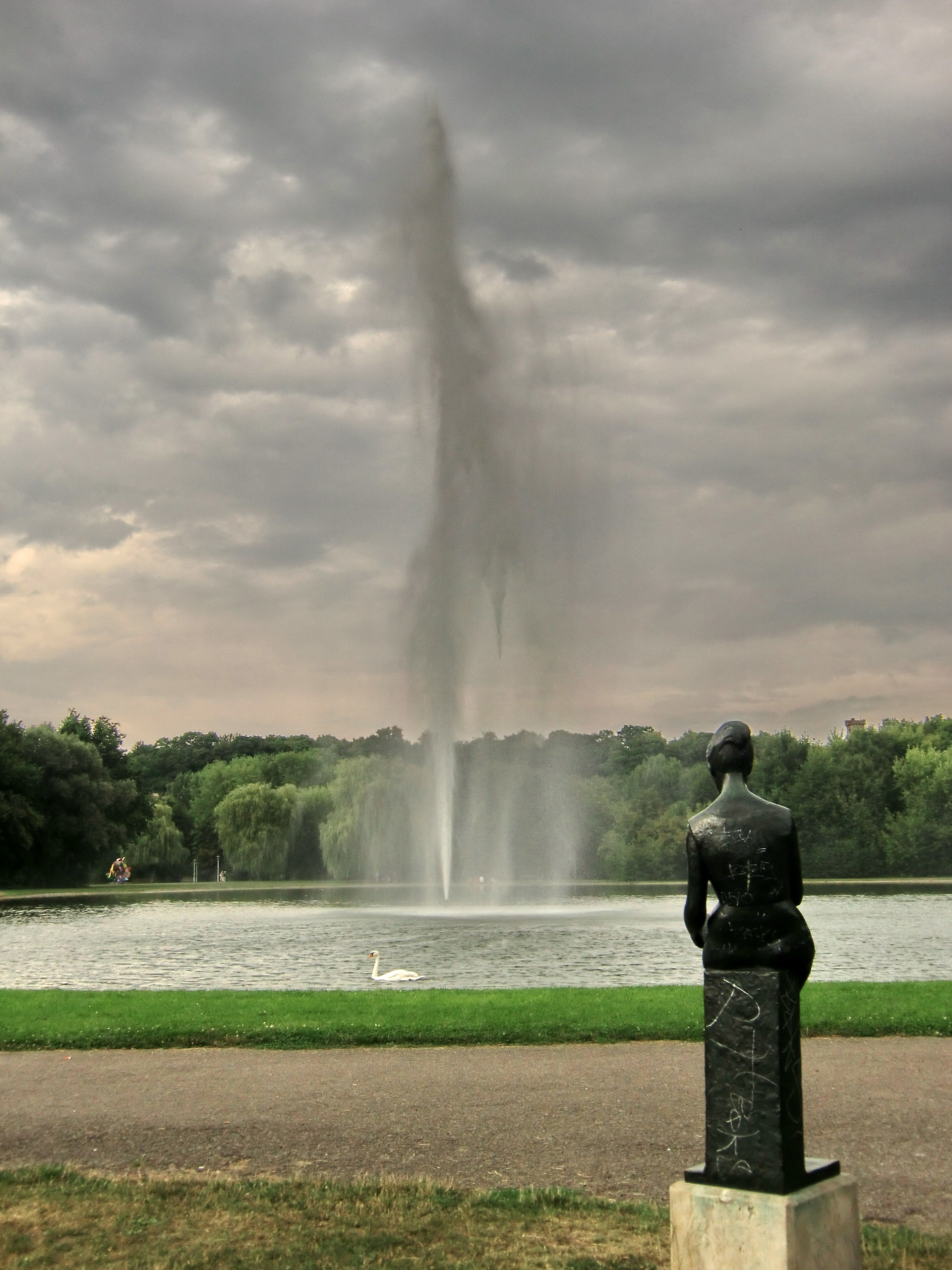
Fontäne und Teich

Die Ziegelwiese ist eine westlich von der Saale und östlich vom Mühlgraben umflossene Binneninsel, gelegen im Stadtteil Saaleaue der Stadt Halle (Saale) und eines der beliebtesten Naherholungsgebiete der Stadt.

## Lage
Die Binneninsel ist aus östlicher Richtung über die Peißnitzstraße und die Steinmühlenbrücke, aus westlicher Richtung von der Peißnitzinsel und die Peißnitzbrücke, aus nördlicher Richtung über das Riveufer und die Ochsenbrücke und aus südlicher Richtung über die Würfelwiese und die Dreierbrücke zu erreichen. Sie wird dem Naherholungsgebiet Peißnitz zugerechnet.

## Geschichte
Der Erzbischof von Magdeburg, Rudgar von Veltheim, sprach das Areal im Stiftungsprivileg vom 5. Juli 1121, zu der Zeit ein abgelegenes Weideland mit dem Namen „Großer Werder“, dem Kloster Neuwerk zu. Nachdem Kardinal Albrecht das einflussreiche Kloster 1530 aufgelöst hatte, wurde dessen umfangreicher Landbesitz, darunter auch der Werder, durch das Neue Stift verwaltet. Nach der Reformation kam der Werder zum Amt Giebichenstein. 
Im 17. Jahrhundert benutzten die Administratoren des Erzstifts Magdeburg die Wiese auch als Festplatz. Besonders unter dem prachtliebenden Herzog August von Sachsen-Weißenfels wurden hier Theater- und Ballettaufführungen sowie Feuerwerke veranstaltet. 
Nachdem nach dessen Tod im Jahr 1680 Halle mit dem gesamten Erzstift an das Kurfürstentum Brandenburg fiel und ab 1701 zu Preußen gehörte, setzte eine verstärke wirtschaftliche Nutzung des Areals ein. Vom Amt Giebichenstein wurde in der Nähe des benachbarten Kirchtores eine große Ziegelei errichtet, die den zum Ziegelbrennen benötigten Lehm vom Werder holte, der bald von der Bevölkerung den Namen Ziegelwiese erhielt. Der Zugang zur Wiese erfolgte bis 1868 nur gegen eine Gebühr von einem „Dreier“ über die zwischen Würfelwiese und Ziegelwiese gelegene Dreierbrücke.
Gegen Ende des 19. Jahrhunderts ließ der Hallische Verschönerungsverein an den Wegrändern der Ziegelwiese Bäume als Schattenspender anpflanzen. 1911 erwarb die Stadt Halle schließlich das gesamte Areal als Eigentum. Eine sportliche Aktivität, die damals bereits auf der Ziegelwiese stattfand, war das Eislaufen, indem man die Nordhälfte der Wiese unter Wasser setzte, um sie als Eisbahn zu nutzen.

## Heutige Nutzung

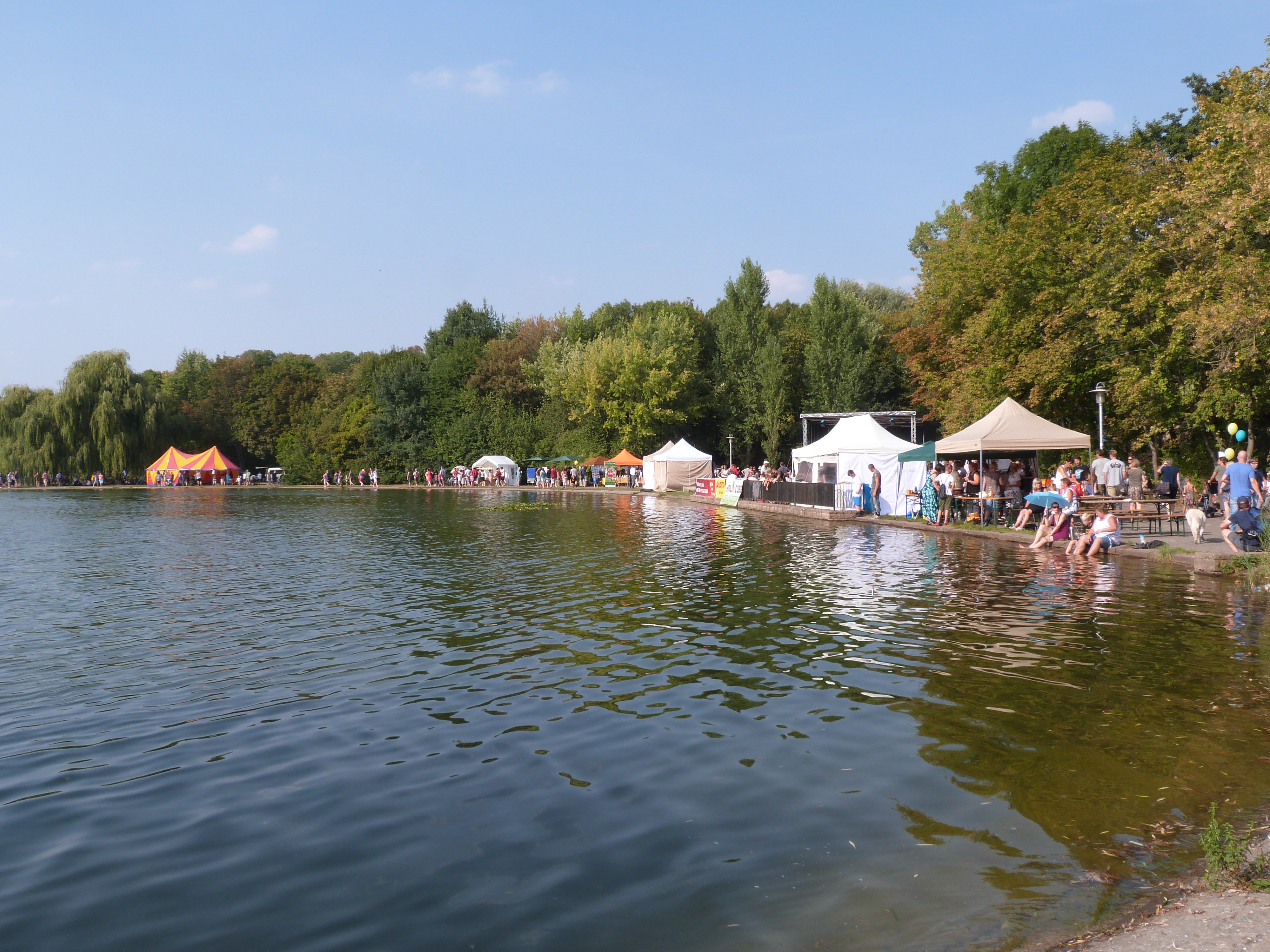
Fontänefest 2016

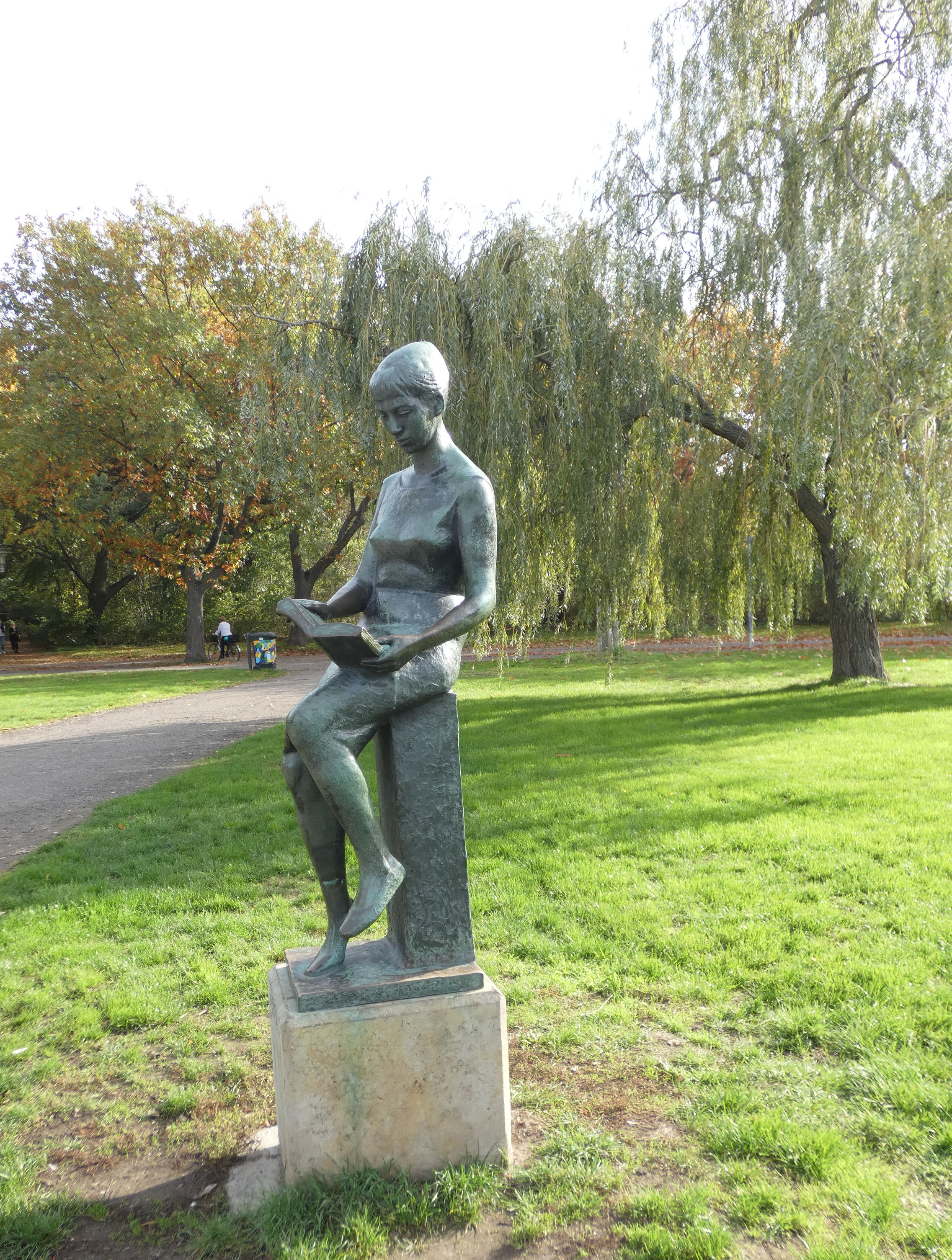
Die Lesende von Heinz Beberniß

Die Ziegelwiese gehört mit der Fontäne im künstlich angelegten Teich und ausgedehnten Wiesen- und Rasenanlagen mit verschiedenen Plastiken, einem Spiel- und einem Grillplatz sowie einer ausgedehnten Hundewiese zu den meistbesuchten Naherholungsgebieten im Stadtgebiet. Im Jahr 2013 wurde am Saaleufer der Ziegelwiese ein kleiner Sandbadestrand freigegeben.
Auf dem südlichen Teil der Ziegelwiese befindet sich der Universitätssportplatz mit Fußball-, Volleyball-, Basketball- und Tennisplätzen, des Weiteren existieren eine Hoch- und Weitsprunganlage und eine 400-m-Laufbahn.
Seit 1928 findet alljährlich auf der Peißnitzinsel und der Ziegelwiese das traditionelle Hallesche Laternenfest und seit 2008 rund um den Fontänenteich das von den „Freunden der Fontäne Halle“ organisierte Fontänefest statt.

## Naturschutz
Die zum Landschaftsschutzgebiet Saaletal gehörende Ziegelwiese verfügt über zahlreiche Gehölzbestände. 
Unter dem Motto „Bäume pflanzen, statt abholzen“ lädt seit 2009 alljährlich die Initiative „Pro Baum“ (IPB) und der Arbeitskreis Hallesche Auenwälder e.V. (AHA) zu ihrer österlichen Pflanzaktion auf der Ziegelwiese ein.